# Jani Soininen
Jani Markus Soininen (Jyväskylä, 12 november 1972) is een voormalig Fins schansspringer. 

## Carrière
Soininen behaalde zijn grootste succes tijdens de Olympische Winterspelen van 1998 in het Japanse Nagano. Tijdens deze spelen won Soininen de gouden medaille op de kleine schans en de zilveren medaille achter de Japanner Kazuyoshi Funaki op de grote schans. Met de Finse ploeg werd Soininen in 1995 en 1997 wereldkampioen in de landenwedstrijd.

## Belangrijkste resultaten

### Olympische Winterspelen
| Editie | Plaats      | Kleine schans   | Grote schans      | Landenwedstrijd |
| ------ | ----------- | --------------- | ----------------- | --------------- |
| 1994   | Lillehammer | 6e              | 5e                | 5e              |
| 1998   | Nagano      | Gouden medaille | Zilveren medaille | 5e              |

### Wereldkampioenschappen schansspringen
| Editie | Plaats      | Kleine schans | Grote schans | Landenwedstrijd |
| ------ | ----------- | ------------- | ------------ | --------------- |
| 1993   | Falun       | 50e           | -            | -               |
| 1995   | Thunder Bay | 18e           | 20e          | Goud            |
| 1997   | Trondheim   | 11e           | 7e           | Goud            |
| 1999   | Ramsau      | 29e           | 33e          | 4e              |
| 2001   | Lahti       | -             | 10e          | Zilver          |

### Wereldkampioenschappen skivliegen
| Editie | Plaats          | Klassering |
| ------ | --------------- | ---------- |
| 1994   | Planica         | 9e         |
| 1996   | Bad Mitterndorf | 17e        |
| 1998   | Oberstdorf      | 12e        |
| 2000   | Vikersund       | 15e        |

### Wereldbeker
Eindklasseringen
| Seizoen   | Algm | 4S  |
| --------- | ---- | --- |
| 1992/1993 | 39e  | 45e |
| 1993/1994 | 14e  | 18e |
| 1994/1995 | 7e   | 6e  |
| 1995/1996 | 11e  | 9e  |
| 1996/1997 | 9e   | 9e  |
| 1997/1998 | 7e   | 5e  |
| 1998/1999 | 38e  | 55e |
| 1999/2000 | 7e   | 10e |
| 2000/2001 | 10e  | 14e |